# 大黒美和子
大黒 美和子（おおぐろ みわこ、1982年5月17日 - ）は、ラブ&プッチレーベル所属の歌手。元エービープロモーション・日本クラウン所属、元船村徹門下の演歌歌手（演ドル）。2018年からアッシュプロダクション所属。
鳥取県米子市出身。1999年のデビュー時の芸名は黒木 梨花（くろき りか）だったが、2002年の成人を期に大黒 裕貴（おおぐろ ゆき）に改名。名付け親は、当時の事務所、エービープロモーションの先輩であった美川憲一。ニックネームは「ユッキー」
2008年の7月から本名の「大黒美和子」で活動を開始。ニックネームは「美和ちゃん」

## 人物・来歴
- 血液型・A型、戌年、身長155cm、体重42kg。
- 家族は、母・兄・姉・妹・ラブくん。
- 趣味、寝ること・片付け。特技、料理・珠算2級。好きな色、黒・白・ピンク。好きな食べ物、麦ご飯・牛タン。
- 好きなアーティストにさだまさし・一青窈・柴田淳・マライア・キャリー7などを挙げている。
- 2003年4月から2006年3月まで、文化放送制作『走れ!歌謡曲』木曜日（番組表上は水曜深夜）のパーソナリティを務める。それ以前にも、デビュー当初から火曜日（同・月曜深夜）のコーナーを担当していた。
- また、雑誌『歌の手帖』にて『大黒裕貴の走れ!!歌謡曲 SIDE-B'(サイド・ビーダッシュ)』を連載していたが、『走れ!～』のパーソナリティが終了したことに伴い終了、『PET de LOVE』という新連載に交替した。但し、目次ページでは何故か旧連載タイトルのままである。
- 2008年6月30日をもって、「大黒裕貴」としての活動休止を発表、契約満了によりエービープロモーション及び日本クラウンから離れた。アーティスト名は本名の大黒美和子に戻して演歌歌手からJ-POPに転向、フリー（インディーズレーベル）で活動する。
- 2009年11月18日、大黒美和子として、プライベートレーベルのラブ＆プッチレーベルからアルバム「月と猫と私」を発売。
- 同じ鳥取県米子市出身の歌手奥田美和子とは同年生まれという事もあり[1]また本名が同じ美和子ということもあり、上京前から共に良き友・良きライバルとして歌手を目指していた。上京して十年以上となる現在も、食事やカラオケに行く仲である。

ちなみに大黒は奥田を「みわこちゃん」と呼んでおり、奥田は大黒を「みわちゃん」と呼び、奥田は2008年末より2011年まで「奥田みわ」名義で活動していたため、当時の芸名とは逆である。
- 2012年9月に結婚、妊娠もしていたという[3]。
- 2013年1月に長男を出産[4]。
- 2014年11月15日、初めてのワンマンライヴ「大黒美和子15th ANNIVERSARY LIVE ～三つの名前を持つ女～」を、六本木C☆LAPSにて行う。

## 走れ!!歌謡曲 (木曜日)
ここでは、大黒裕貴がパーソナリティを務めた木曜日についてのみ述べる。
→同番組全般の内容・歴史などについては、『日野ミッドナイトグラフィティ 走れ!歌謡曲』の項参照

### 主なコーナー
- 宝塚のコーナー
宝塚ファンの大黒が毎週のように宝塚関連の楽曲を掛けていたものが、いつの間にかコーナー化しリクエストも来るようになった
- 生歌のコーナー
一番の人気コーナー。演歌歌手の大黒裕貴が、演歌に限らず懐メロからJ-POPまで幅広く生歌を披露した。男性の曲を歌うこともあり、リクエストも受け付けていた
- 道路情報&天気予報
日本道路交通情報センターの資料提供による高速道路の道路情報と、日本気象協会の資料提供による全国 -札幌・仙台・新潟・富山・東京地方・静岡・名古屋・大阪・広島・福岡・那覇- の天気予報を、大黒裕貴本人が読み上げた
- ドライブインのコーナー
全国のドライブインを紹介する中継コーナーで、リポーターは土曜日パーソナリティの小池可奈。中継先の店長やドライバーからリクエストを受けた
- ユッキーのスケジュールタイム
大黒裕貴の今後1週間のイベントや、テレビ・ラジオ出演情報などを告知するコーナーで、表には出ない仕事（取材・レコーディング等）の情報もあった
- ゲストコーナー
ゲストを招いてのトークコーナーで、ゲストの楽曲も流していた

## ディスコグラフィ

### シングル
- 全て日本クラウンからリリース。
  - 1〜3：黒木梨花名義。
  - 4〜10：大黒裕貴名義。

| #  | 発売日          | 曲順 | タイトル                     | 作詞         | 作曲     | 編曲       | 規格品番  |
| -- | --------------- | ---- | ---------------------------- | ------------ | -------- | ---------- | --------- |
| 1  | 1999年 10月21日 | 01   | 日本海は雪ですか             | 水木れいじ   | 船村徹   | 蔦将包     | CRDN-580  |
| 1  | 1999年 10月21日 | 02   | 哀唱譜                       | 石本美由起   | 船村徹   | 前田俊明   | CRDN-580  |
| 2  | 2000年 3月23日  | 01   | 三日三晩                     | 水木れいじ   | 船村徹   | 前田俊明   | CRDN-665  |
| 2  | 2000年 3月23日  | 02   | 三日三晩－ニュー・カリプソ－ | 水木れいじ   | 船村徹   | 蔦将包     | CRDN-665  |
| 3  | 2001年 2月21日  | 01   | 天の川絶唱                   | かず翼       | 船村徹   | 蔦将包     | CRDN-808  |
| 3  | 2001年 2月21日  | 02   | 愛終ワルツ                   | 水木れいじ   | 船村徹   | 蔦将包     | CRDN-808  |
| 4  | 2002年 5月22日  | 01   | なみだ海峡                   | かず翼       | 桜田誠一 | 竜崎孝路   | CRDN-850  |
| 4  | 2002年 5月22日  | 02   | 椿坂                         | 石原信一     | 桜田誠一 | 小杉仁三   | CRDN-850  |
| 5  | 2003年 3月28日  | 01   | ほっといてんか               | 石原信一     | 桜田誠一 | 伊戸のりお | CRDN-883  |
| 5  | 2003年 3月28日  | 02   | 浪花すずめ                   | 石原信一     | 桜田誠一 | 伊戸のりお | CRDN-883  |
| 6  | 2004年 1月21日  | 01   | 越冬平野                     | 幸田りえ     | 桜田誠一 | 川村栄二   | CRCN-1123 |
| 6  | 2004年 1月21日  | 02   | 篝火岬                       | 幸田りえ     | 桜田誠一 | 伊戸のりお | CRCN-1123 |
| 7  | 2005年 2月23日  | 01   | 夕月みなと                   | 水木れいじ   | 弦哲也   | 前田俊明   | CRCN-1177 |
| 7  | 2005年 2月23日  | 02   | 二人静の花                   | 水木れいじ   | 弦哲也   | 前田俊明   | CRCN-1177 |
| 8  | 2006年 2月25日  | 01   | 北愁哀歌                     | 近藤梅子     | 西伸和   | 川村栄二   | CRCN-975  |
| 8  | 2006年 2月25日  | 02   | 蒼い涙                       | 明尾美歩     | 西伸和   | 川村栄二   | CRCN-975  |
| 9  | 2006年 5月10日  | 01   | 氷酒                         | 三浦康照     | 水森英夫 | 前田俊明   | CRCN-1244 |
| 9  | 2006年 5月10日  | 02   | 山陰本線米子駅               | 三浦康照     | 水森英夫 | 佐伯亮     | CRCN-1244 |
| 10 | 2007年 8月8日   | 01   | 瀬戸歌                       | たきのえいじ | 浜圭介   | 川村栄二   | CRCN-1312 |
| 10 | 2007年 8月8日   | 02   | 秋物語                       | たきのえいじ | 浜圭介   | 今泉敏郎   | CRCN-1312 |

#### 企画シングル
- Song 4 You名義（大黒裕貴・北川大介・和田青児・川野夏美）。

| 発売日         | 曲順 | タイトル                 | 作詞   | 作曲     | 編曲     | 規格品番 |
| -------------- | ---- | ------------------------ | ------ | -------- | -------- | -------- |
| 2002年 8月21日 | 01   | あの素晴しい愛をもう一度 | 北山修 | 加藤和彦 | 田原音彦 | CRDN-863 |
| 2002年 8月21日 | 02   | 銀色の道                 | 塚田茂 | 宮川泰   | 田原音彦 | CRDN-863 |

### アルバム
| 発売日         | タイトル                                   | 規格品番   |
| -------------- | ------------------------------------------ | ---------- |
| 1999年9月6日   | 黒木梨花 出発の章                          | CRCN-20223 |
| 2001年4月25日  | 「明日の華」－黒木梨花・船村徹作品を唄う－ | CRCN-20242 |
| 2002年8月21日  | なみだ海峡 大黒裕貴〜第二章〜              | CRCN-20262 |
| 2004年11月25日 | 大黒裕貴 ザ・ベスト                        | CRCN-20323 |
| 2006年9月6日   | 大黒裕貴 ベスト14                          | CRCN-40980 |

- 大黒美和子名義（ラッツパック・レコード）。

| 発売日         | タイトル   | 規格品番 |
| -------------- | ---------- | -------- |
| 2009年11月18日 | 月と猫と私 | LPR-0517 |
| 2011年12月9日  | call       | LPR-0517 |

### 映像作品
| 発売日        | タイトル                  | 規格 | 規格品番   |
| ------------- | ------------------------- | ---- | ---------- |
| 2001年3月23日 | 黒木梨花 ビデオ・クリップ | VHS  | CRVN-40053 |

## 主な活動
※ここでは主として音楽番組への出演、コンサート出演などを記載。
- 1995年
  - 9月 岡山県内のカラオケ大会で優勝
- 1997年
  - 11月 日本クラウン創立35周年記念『ニューアーチスト・オーディション決勝大会』合格
- 1998年
  - 4月 上京し船村徹に入門、内弟子修行
- 1999年
  - テレビ東京の番組で演歌でデビューしたホープ、共に中国地方出身として、島谷ひとみと共に紹介される番組があった。（島谷も広島県出身でデビューは演歌で現在はJ-POPに転向）
- 2000年
  - 4月 『走れ!歌謡曲』準レギュラー
  - 5月 有線ブロードネットワークス『歌謡ほっとアクセス！』レギュラーパーソナリティ
- 2001年
  - 4月 栃木県矢板郵便局にて一日郵便局長を務める
  - 6月 『タレントナイスヘアー2000』女性部門賞受賞。ヘアー名は『ローリング・スパイラル・リカ』
  - 8月 東京MXテレビ『歌謡ナビ21』レギュラーリポーター
  - 10月 フジテレビ系ドラマ『おだまりコンビシリーズ第3弾「芸能界殺しのオルゴール」』出演
- 2002年
  - 1月日本テレビ系『超豪華！史上最強！ものまねバトル大賞21』出演。雑誌『月刊カラオケfan』にて『おじゃましまーす！』連載開始（半年間）。
- 2003年
  - 成人を期に、黒木梨花→大黒裕貴と改名
- 2004年
  - 4月 文化放送『走れ!歌謡曲』木曜日パーソナリティー（～2007年3月）。
- 2005年
  - 美川憲一の紹介でTBSのバラエティ番組『ロンロバ!金メダル!』に出演
- 2006年
  - 3月 雑誌の企画で、喫茶店にて1日ウェイトレス体験
  - 11月 フジテレビ系ドラマ『危ネェ二人 占い師・伊吹圭の事件ファイル』出演
- 2007年
  - 1月 テレビ朝日系列『愛のエプロン』出演
- 2008年
  - 5月 翌月末での活動休止を発表
- 2008年
  - 6月 シンガーソングライターとして、活動開始。
- 2009年
  - 11月 大黒美和子としては初のアルバム「月と猫と私」を発売。
- 2019年
  - 4月14日  「～20th  anniversary ワンマンライブ～」江古田マーキー
  - 5月18日  「〜20th  anniversary&バースデーライブ〜」ファイト!
  - 7月12日  「夏のある日のハーモニー」ファイト!
  - ７月 ホームページ完成！http://a-sh-production.jp/ohguro-miwako/
  - 8月4日  「～20th  anniversary live～」TSUTAYA角盤町店3F(鳥取県米子市)
  - 9月12日「虹色SHOWTIME」南大塚ホール
  - 10月20日  エコパ(埼玉県ふじみ野市)にてライブを開催。